# Benfica Lissabon (Futsal)
Benfica Lissabon Futsal ist die Futsal-Abteilung des portugiesischen Sportvereins Benfica Lissabon.

## Erfolge

### Nationale Titel
Benfica ist auch ein Spitzenverein der in Portugal beliebten Hallenfußballvariante Futsal und hat hier zahlreiche Titel und Trophäen errungen.
| 2003                                  | 2005 | 2007 | 2008 | 2009 | 2012 | 2015 |
| 6-mal Taça de Portugal de Futsal      |      |      |      |      |      |      |
| 2003                                  | 2005 | 2007 | 2009 | 2012 | 2015 |      |
| 7-mal SuperTaça de Futsal de Portugal |      |      |      |      |      |      |
| 2003                                  | 2006 | 2007 | 2009 | 2011 | 2012 | 2013 |

### Internationale Titel
| 2010 |

- Finalist UEFA Futsal-Champions League(bis 2018 UEFA-Futsal-Pokal): 2004
- Finalist Recopa de Europa de Futsal (1): 2007